# Abbaye de Marienwohlde
L'abbaye de Marienwohlde était une abbaye brigittine située à Lankau, dans l'ancien diocèse de Ratzebourg (de).

## Histoire

### Fondation
Dans le cadre d'un transfert culturel d'ouest en est courant dans la région de la mer Baltique au Moyen Âge, le monastère double de Marienwohlde est fondé en 1412 par des religieuses et des moines du monastère de Mariendal, lui-même fondé seulement en 1407, selon la règle de saint Augustin. Initialement, il se situe près de Bälau, mais est déplacé vers Lankau en 1413.

### Développement
L'abbaye de Marienwohlde se situe entre les trois riches villes hanséatiques de Hambourg, Lübeck et Lunebourg sur l'ancienne route du sel et bénéficie bientôt d'une solide base économique sous la protection spéciale de Lübeck, qui se reflète également dans le parc immobilier construit de 1414 à 1418 et les terres et villages appartenant au monastère. En plus de Marienwohlde, le monastère possède également Bälau, Bergrade, une moitié du village de Breitenfelde en plus de la partie Lübeck et Pezeke, le château d'un baron brigand détruit par Lübeck en 1343. Le monastère devient vite si riche qu'il gagne des revenus d'intérêts sur les transactions de crédit. C'était l'une des plus grandes abbayes brigittines et en 1424, il devient la mère de l'abbaye de Mariakron à Stralsund. Le conseiller de Lübeck Hinrich Constin (de) (mort en 1482) lègue la moitié du village de Duvensee et la moitié du lac à l'abbaye. L'église abbatiale, consacrée en 1458 par l'évêque de Ratzebourg (de) Johannes von Preen (de), comptait 13 autels et de riches trésors d'art. C'est le lieu de sépulture de l'évêque de Lübeck Thomas Grote (de), décédé en 1501.

### Difficultés et destruction
Le monastère est dévasté et incendié pendant la guerre du comte en 1534 par les troupes de Holstein au cours de l'occupation de la ville de Mölln. Les terres sont confisquées en 1558 par le duc François de Saxe-Lauenbourg à l'occasion de la Réforme, les derniers bâtiments du monastère sont démolis et le domaine de Marienwohlde est loué. Quelques pièces d'équipement, dont le puissant lustre en bronze à sept bras de 1436 et quelques incunables, se retrouvent dans l'église Saint-Nicolas de Mölln (de) ; des découvertes archéologiques sont ensuite apportées au musée de Mölln. Un tête de Marie en calcaire tendre découverte lors de fouilles en 1904 est dans les collections du Landesmuseum de Schleswig. Elle ressemble à une figure de Catherine à Cyganek, que Walter Paatz (de) attribue au sculpteur Johannes Junge (de).

### Retraite des religieuses
En 1534, les religieuses se retirent de la violence dans le Birgittenhof au Wahmstraße (de) 76-86 à Lübeck. Cette cour urbaine leur appartenait depuis 1439. La dernière abbesse y meurt en 1573. En 1558, le couvent intente une action contre François de Saxe-Lauenbourg devant la Chambre impériale, mais il n'y a pas de suite. Après la dissolution de la communauté monastique, la Birgittenhof sert de maison d'habitation pour les femmes célibataires. Lors du bombardement de Lübeck le 29 mars 1942, les vestiges de la cour, aujourd'hui classée monument historique, sont en partie détruits.
L'immeuble de la Wahmstrasse est reconstruit en 1975. Le 5 mai 1980, Klaus Grabowski assassine Anna Bachmeier, sept ans, dans cette maison. Grabowski est ensuite abattu dans la salle d'audience par la mère d'Anna, Marianne Bachmeier.

## Source de la traduction
- (de) Cet article est partiellement ou en totalité issu de l’article de Wikipédia en allemand intitulé « Kloster Marienwohlde » (voir la liste des auteurs).